# Clímaco

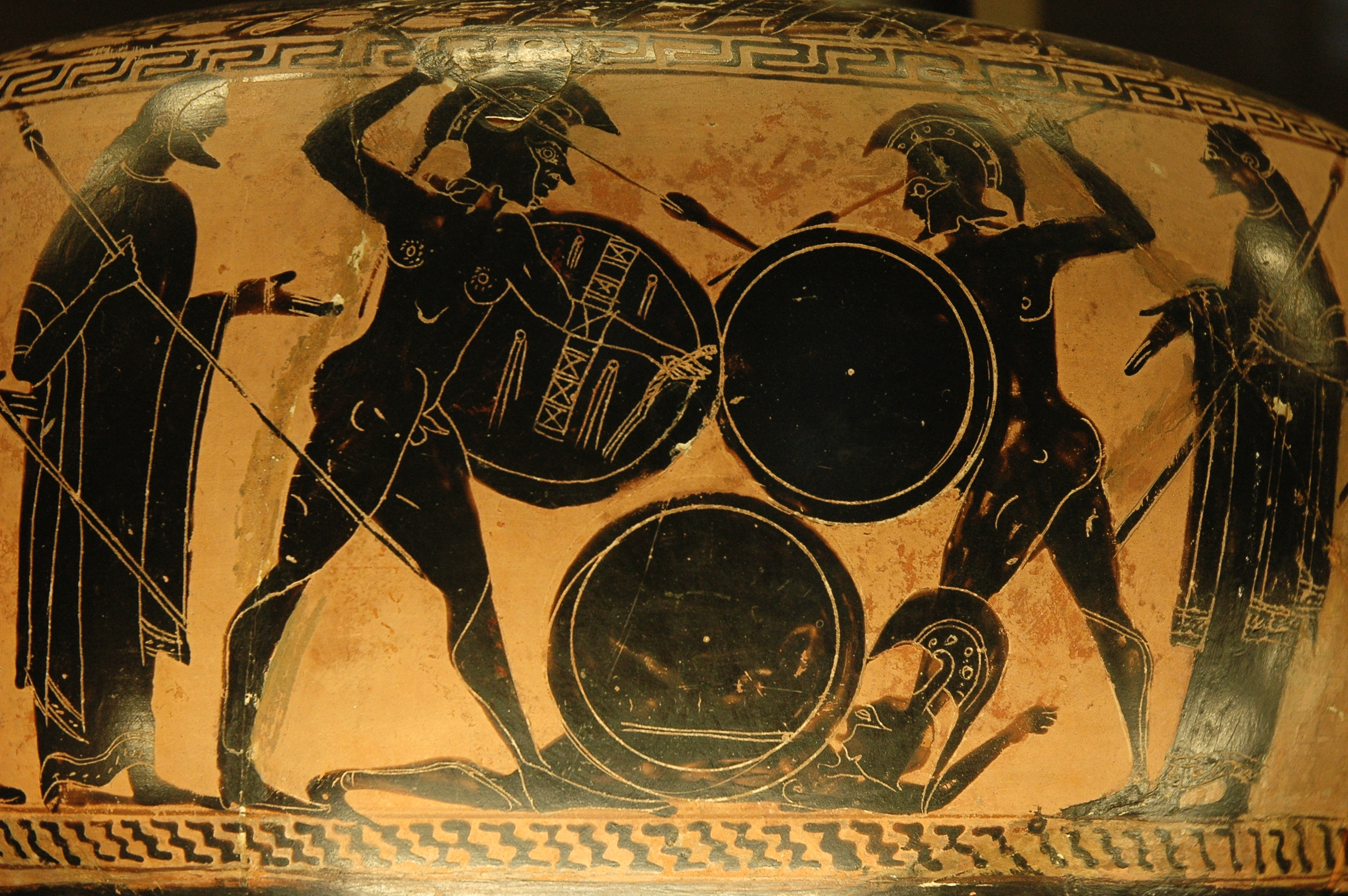
Hidria ática de figuras negras|ática de figuras negras, detalle del vaso que representa una escena de batalla, alfarero: Clímaco, ca. 560-550 a. C., Museo del Louvre E 735, París.

Clímaco (en griego antiguo: Κλείμαχος) fue un alfarero ático, activo en el siglo VI a. C.
El trabajo de este alfarero ateniense queda evidenciado por su firma en un fragmento (Eleusis, Museo Arqueológico 280), procedente de la parte superior de un vaso de figuras negras (posiblemente un lutróforo – ánfora, con un saliente en el borde a modo de tapa, que representados figuras masculinas y dos femeninas, que era una ofrenda votiva en el santuario de la diosa Deméter en Eleusis.
| Κλείμαχός μ’ ἐποίεσε κἐμὶ κένο. | traducción: «Clímaco me creó (me hizo) y yo soy suyo». |

- texto en griego antiguo
El pronombre demostrativo keinos se refiere a una persona ausente en ese momento. Clímaco no está aquí, está en otro lugar, lejos (ekei); en el momento en que se lee su inscripción, ya no está.
También se le atribuye una hidria ática de figuras negras|ática de figuras negras expuesta en el [[Museo 
del Louvre]] de París (Louvre E 735), datada a mediados del siglo VI a. C. que representa un barco de guerra con remos (en el brazo del vaso) y una escena de lucha.